# قناة الحدث
الحدث هي قناة إخبارية سعودية بدأ بثها من دبي في 12 يناير 2012، لينتقل إلى الرياض في نوفمبر 2023. وهي قناة فرعية لقناة العربية متخصصة في الأخبار العاجلة والتغطيات الإخبارية المستمرة. وتمت مكافئتها بالعديد من الجوائز العربية والعالمية.[بحاجة لتوضيح]

## الخلفية والتأسيس
قناة الحدث الإخبارية العربية أُنشئت في 12 يناير 2012 ضمن شبكة “العربية” الإعلامية التابعة لمجموعة “إم بي سي” السعودية، وأشار البيان الرسمي وقت انطلاقتها إلى أن القناة ستبدأ بثًا تجريبيًا يهدف إلى «توسيع خيارات الأخبار لدى المشاهد ومواكبة الأحداث المتسارعة» في المنطقة العربية. مقرها الرئيسي، كان أوليًّا في دبي (حيث مقرّ العربية)، ثم أعلنت القناة في نوفمبر 2023 افتتاح مركز إخباري جديد لها في العاصمة السعودية الرياض.
تُوصف القناة بأنها جزء من المنافسة مع قناة الجزيرة، وأنها من الإعلام المضاد لقناة "الجزيرة" القطرية الداعمة للحركات الشعبية.

## التوجه التحريري
تشترك الحدث مع مع العربية في الخط التحريري المهني ذاته، لكنها تميزت بتركيز خاص على التغطية الحيّة والمتابعة الآنية لجميع التطورات في العالم العربي، . وُصفت “الحدث” بأنها قناة متخصصة فرعية للأم “العربية”، حيث تسعى إلى تقديم تغطيات مستمرة وتحليلات فورية للأحداث السياسية والعسكرية. وتُوصف العربية بأنها ذات توجه سياسي يعكس إلى حدّ كبير السياسات الإقليمية والدولية للمملكة العربية السعودية. ويرى بعض الباحثين أن "العربية" تمثل "إعلام الدولة الناعم"، حيث تنتهج خطابًا عقلانيًا ظاهريًا، لكنه منضبط أيديولوجيًا، يستبعد وجهات النظر المعارضة للنهج الرسمي السعودي، ويرسخ لخطاب سلطوي مؤسساتي يخدم توجهات النخبة السياسية في الخليج.

## إثارة الجدل
في يوليو 2020، أعلنت وزارة الداخلية والأمن الوطني الفلسطينية في قطاع غزة عن منع قناتي الحدث والعربية من العمل في قطاع غزة، بعدما بثهما تقارير تزعم حول اعتقال خلية من كتائب القسام بتهمة التخابر مع إسرائيل. أكدت وزارة الداخلية وحركة حماس على لسان عضو مكتبها السياسي موسى أبو مرزوق أمر اعتقال خلية بتهمة التعاون مع إسرائيل، كما أنهما نفيا أن يكون بينهم رابط مشترك، وهم ليسوا قيادات في الحركة أو في القسام.

## انتقادات
نشرت الحسابات الناطقة بالعربية التابعة لـ حركة المقاطعة وسحب الاستثمارات وفرض العقوبات BDS دعوة لمقاطعة قناة الحدث إلى جانب شقيقتها قناة العربية، متهمة إياهما بأنهما "فم الكيان الإسرائيلي الذي يتحدث بالعربية".
تأتي هذه الدعوة في إطار الانتقادات التي توجهها الحركة للقنوات التي تراها تنقل وجهة نظر تخدم المصالح الإسرائيلية أو لا تقدم تغطية عادلة للقضية الفلسطينية.

## وصلات خارجية
- الموقع الرسمي